# ミースエン県
ミースエン県（ミースエンけん、ベトナム語：Huyện Mỹ Xuyên / 縣美川）は、ベトナム社会主義共和国ソクチャン省の県。面積は373.71km²、人口は157,772人（2016年）である。

## 行政区画
1市鎮10社から構成される。